# Эппс, Джанетт
Джанетт Джо Эппс (англ. Jeanette Jo Epps, род. 3 ноября 1970, Сиракьюс, Нью-Йорк) — астронавт NASA. 4 марта 2024 года стартовала в качестве специалиста полёта в составе экипажа миссии SpaceX Crew-8 на американском частном многоразовом космическом корабле Crew Dragon компании SpaceX c помощью тяжелой ракеты-носителя Falcon 9 к Международной космической станции. Участник космических экспедиций МКС-70/МКС-71.

## Ранняя жизнь и образование
Жанетт Эппс родилась 2 ноября 1970 года в городе Сиракьюс, штат Нью-Йорк. В 1988 году окончила среднюю школу им. Томаса Коркорана (Thomas J. Corcoran High School) в городе Сиракузы. В 1992 году получила степень бакалавра наук по физике в Колледже ЛеМойна (LeMoyne College). В 1994 году получила степень магистра наук в области авиакосмической техники в Университете Мэриленда. В 2000 году в том же Университете получила степень доктора философии (Ph.D.) в области авиакосмической техники.

## Карьера
С 2000 по 2002 год работала техническим специалистом в Научно-исследовательской лаборатории компании Ford Motor Company. С 2002 года работала в службе научно-технической разведки (Technical Intelligence Officer) ЦРУ, в течение 4-х месяцев работала в Ираке в комиссии по поиску оружия массового поражения.

## Космическая подготовка
29 июня 2009 года была зачислена в отряд астронавтов НАСА в составе 20-го набора НАСА в качестве кандидата в астронавты. В сентябре 2011 года появилась информация об успешном завершении ею курса общекосмической подготовки. 22 апреля 2016 года в издании syracuse.com появилось сообщение о её включении в основной экипаж корабля «Союз МС-09», старт которого намечен на май 2018 года. 26 июня 2016 года приступила к подготовке в ЦПК им. Ю. А. Гагарина. В программу подготовки входит изучение конструкции и системы ТПК «Союз МС» и российского сегмента МКС, тренировочные занятия по действиям в случае посадки в различных климатогеографических зонах, отдельные элементы медико-биологической подготовки, проведение некоторых совместных научных экспериментов, а также изучение русского языка. 7 июля 2015 года на форуме журнала «Новости космонавтики» появилось сообщение об утверждении основного экипажа корабля «Союз МС-09» в составе: Александр Самокутяев, Джанетт Эппс, Александер Герст. Джанетт получила квалификацию космонавта в 2011 году.
В июле 2016 года на базе 179-го центра МЧС в Ногинске экипаж в составе Александра Самокутяева, Джанетт Эппс и Александера Герста прошёл тренировки по «водному выживанию». Этому помог ранее приобретённый опыт — прежде Эппс поработала 9 дней гидронавтом на борту подводной лаборатории NEEMO 18 в подводной исследовательской миссии НАСА, которая началась началась 21 июля 2014 года.
21-30 июля 2014 года Джанетт Эппс приняла участие в подводной миссии NASA NEEMO-18.
В январе 2017 была назначена в основной экипаж корабля «Союз МС-09» запланированного на весну 2018 года для участия в космических экспедициях МКС-56/МКС-57. Прошла полную подготовку к полету, в том числе в Звёздном городке, где учила русский язык, и должна была стать первой афроамериканкой в составе длительной экспедиции на Международной космической станции (МКС).
В январе 2018 года Джанет Эппс, назначенная в основной экипаж корабля «Союз МС-09», для участия в МКС-56/МКС-57 была заменена дублёром Сереной Ауньон и переведена на работу в Космический центр имени Джонсона в Хьюстоне.
25 августа 2020 года NASA анонсировало, что Джанет Эппс войдёт в состав экипажа миссии к МКС Boeing Starliner-1. Полёт состоится не ранее осени 2023 года. Это будет первый штатный пилотируемый полёт корабля Boeing CST-100 Starliner. 30 сентября 2022 года её назначение в экипаж первого эксплуатационного полета корабля «CST-100 Starliner» было подтверждено в пресс-релизе НАСА 22-103. Согласно этому сообщению, одновременно с подготовкой к полёту на корабле «CST-100 Starliner», она проходит подготовку к полетам на корабле «SpaceX Crew Dragon».
В апреле 2023 года Джанетт Эппс в качестве специалиста полёта дублирующего экипажа миссии SpaceX Crew-7, вместе с астронавтами Майклом Барраттом, Мэттью Домиником и космонавтом Александром Гребёнкиным, участвовала в тренировках в Центре подготовки космонавтов имени Ю.А.Гагарина по устранению нештатных ситуаций на российском сегменте станции.

### Полёт в космос
4 марта 2024 года в 6:53 (мск) отправилась в качестве специалиста полёта в составе экипажа космического корабля Crew Dragon на МКС в рамках миссии SpaceX Crew-8. Запуск корабля Crew Dragon с миссией SpaceX Crew-8 осуществлён с помощью ракеты-носителя Falcon 9 со стартовой площадки 39A Космического центра имени Кеннеди НАСА в штате Флорида. 5 марта в 10:28 мск корабль Crew Dragon причалил к узловому модулю «Гармония» американского сегмента МКС.
23 октября 2024 года в 21:05 UTC (00:05 мск 24 октября) корабль отстыковался от МКС. Crew Dragon «Индевор» был состыкован с МКС — 232 дня, это рекордное время нахождения на станции, как для кораблей Dragon, так и для других пилотируемых кораблей на МКС. 25 октября 2024 года в 07:29:02 UTC (10:29:02 мск 24 октября) корабль приводнился в Мексиканском заливе недалеко от Пенсаколы (Флорида).
Это была самая продолжительная миссия пилотируемого космического корабля в истории космонавтики — 235 дней 3 часа 35 минут (предыдущий рекорд принадлежал кораблю «Союз МС-23» — 215 дней 10 часов 53 минуты).
Статистика
| # | Стартовый корабль         | Старт                | Экспедиция | Корабль посадки           | Посадка                  | Налёт                    | Выходы в открытый космос | Время в открытом космосе |
| - | ------------------------- | -------------------- | ---------- | ------------------------- | ------------------------ | ------------------------ | ------------------------ | ------------------------ |
| 1 | Crew Dragon SpaceX Crew-8 | 04.03.2024, 3:53 UTC | МКС-70/71  | Crew Dragon SpaceX Crew-8 | 25.10.2024, 07:29:02 UTC | 235 дней 3 часа 35 минут | 0                        | 0                        |

30 мая 2025 года покинула агентство, после 16 лет работы в нем.

## Семья
- Отец — Генри Эппс (Henry Epps).
- Мать — Люберта Эппс (Luberta Epps).
- Кроме сестры-близнеца Джанет Эппс (Janet Epps) имеет ещё двух сестер и трёх братьев[22].